# Deneck
Das Deneck ist ein 2433 m ü. A. hoher Berg der Schladminger Tauern in der Obersteiermark. Er liegt nordwestlich am Sölkpass.

## Lage und Landschaft
Das Deneck liegt im Alpenhauptkamm der Niederen Tauern, zwischen Katschtal bei Schöder im Süden, und Großsölktal mit Sankt Nikolai im Sölktal im Norden.
Südlich geht der Katschbach zur Mur. Nördlich fließen Bräualmbach westlich und Großsölkbach vom Sölkpass östlich in Sankt Nikolai zusammen, sie gehen zur Enns.
Im Hauptkamm nach Osten (hier: Südosten) liegt am Sölkpass (1788 m) noch das Nagleck (215 m) als Vorberg. Hier liegen im Sölktal die Kaltenbachseen. Nach Westen (hier: Südwesten) folgt nach dem Sattel der Gschrött das Breitmodl (2380 m), und dahinter der Sauofen (2415 m). Der Grat vom Aarfeldspitz (2248 m ü. A.) über den Sölkpass bis zum Sauofen, und weiter zum Schöderkogel (2500 m), umfasst den oberen Katschgraben bogenförmig. Nordwärts läuft der kurze Deneck-Seitenkamm über das Mittereck (2284 m) nach Sankt Nikolai.